# Phyllocycla breviphylla
Phyllocycla breviphylla är en trollsländeart som beskrevs av Belle 1975. Phyllocycla breviphylla ingår i släktet Phyllocycla och familjen flodtrollsländor. IUCN kategoriserar arten globalt som livskraftig. Inga underarter finns listade i Catalogue of Life.